# Daniela Bártová
Daniela Bártová, po mężu Břečková (ur. 6 maja 1974 w Ostrawie) – czeska lekkoatletka, specjalizująca się w skoku o tyczce.
Karierę sportową rozpoczęła od gimnastyki, w tej dyscyplinie reprezentowała Czechosłowację podczas Igrzysk olimpijskich w Barcelonie  w 1992 roku. Za namową trenera zaczęła trenować skok o tyczce, która to konkurencja była wcześniej uprawiana jedynie przez mężczyzn. Pod koniec XX wieku ustanowiła kilkanaście rekordów świata oraz kilkadziesiąt rekordów Europy. Na największych międzynarodowych imprezach nie odnosiła jednak sukcesów na miarę jej talentu, choć ma w dorobku m.in.:
- srebrny medal Halowych Mistrzostw Europy (Walencja 1998),
- 1. miejsce na Superlidze Pucharu Europy (Petersburg 1998),
- 4. miejsce podczas Igrzysk olimpijskich (Sydney 2000).

## Rekordy życiowe
- skok o tyczce (stadion) - 4,51 m (1998)
- skok o tyczce (hala) - 4,48 m (1998)